# جوناس أندرسون (مغني)
جوناس أندرسون (بالتايلندية: โจนัส แอนเดอร์สัน)‏ هو مغني تايلاندي، ولد في 27 أغسطس 1972 في تورسبي ‏ في السويد.

## وصلات خارجية
- الموقع الرسمي